# Landtagswahlkreis Stormarn-Mitte
Der Landtagswahlkreis Stormarn-Mitte (Wahlkreis 29; 2012: 30, bis 2009: 33) ist ein Landtagswahlkreis in Schleswig-Holstein. Er umfasst vom Kreis Stormarn die Stadt Ahrensburg, die Gemeinden Ammersbek und Großhansdorf und die Ämter Siek und Trittau. Der Wahlkreis trug von seiner Errichtung 1967 bis zur Wahl 2009 die Bezeichnung Ahrensburg und erhielt zur Wahl 2012 seine heutige Bezeichnung. Der Wahlkreis gilt als Hochburg der CDU. Lediglich dreimal konnte der SPD-Kandidat Konrad Nabel den Christdemokraten den Sitz abnehmen.

## Wahl 2022
| Gegenstand der Nachweisung | Gegenstand der Nachweisung | Erst- stimmen | Erst- stimmen | Zweit- stimmen | Zweit- stimmen |
| Bewerber                   | Partei                     | Anzahl        | %             | Anzahl         | %              |
| -------------------------- | -------------------------- | ------------- | ------------- | -------------- | -------------- |
| Wahlberechtigte            | Wahlberechtigte            | 65.317        | 65.317        | 65.317         | 65.317         |
| Wähler                     | Wähler                     | 42.159        | 42.159        | 42.159         | 42.159         |
| Ungültige Stimmen          | Ungültige Stimmen          | 398           | 0,9           | 189            | 0,4            |
| Gültige Stimmen            | Gültige Stimmen            | 41.761        | 99,1          | 41.970         | 99,6           |
| davon                      |                            |               |               |                |                |
| Tobias Koch                | CDU                        | 16.826        | 40,3          | 18.113         | 43,2           |
| Thies Grothe               | SPD                        | 8.343         | 20,0          | 6.529          | 15,6           |
| Sabine Rautenberg          | GRÜNE                      | 9.642         | 23,1          | 9.371          | 22,3           |
| Bernd Buchholz             | FDP                        | 3.726         | 8,9           | 3.160          | 7,5            |
| Karen Obermüller           | AfD                        | 1.620         | 3,9           | 1.585          | 3,8            |
| Ali Haydar Mercan          | DIE LINKE                  | 1.006         | 2,4           | 651            | 1,6            |
| –                          | SSW                        | –             | –             | 1.122          | 2,7            |
| –                          | PIRATEN                    | –             | –             | 150            | 0,4            |
| –                          | FREIE WÄHLER               | –             | –             | 158            | 0,4            |
| –                          | Die PARTEI                 | –             | –             | 149            | 0,4            |
| –                          | Z.                         | –             | –             | 22             | 0,1            |
| Thomas Kempe               | dieBasis                   | 598           | 1,4           | 509            | 1,2            |
| –                          | Die Humanisten             | –             | –             | 41             | 0,1            |
| –                          | Gesundheitsforschung       | –             | –             | 30             | 0,1            |
| –                          | Tierschutzpartei           | –             | –             | 251            | 0,6            |
| –                          | Volt                       | –             | –             | 129            | 0,3            |

Der Wahlkreis wird weiterhin durch den 2005 erstmals gewählten Wahlkreisabgeordneten und CDU-Fraktionsvorsitzenden Tobias Koch im Landtag vertreten. Außerdem wurde der FDP-Direktkandidat und bisherige Wirtschaftsminister Bernd Buchholz, der dem Parlament bereits von 1988 bis 1992 angehört hatte, als Spitzenkandidat seiner Partei über die Landesliste gewählt.

## Landtagswahl 2017
| Direktkandidat               | Partei  | Erststimmen in % | Zweitstimmen in % |
| ---------------------------- | ------- | ---------------- | ----------------- |
| Tobias Koch                  | CDU     | 39,1             | 31,5              |
| Tobias von Pein              | SPD     | 34,4             | 27,9              |
| Christian Schubbert-von Hobe | GRÜNE   | 9,0              | 13,8              |
| Carsten Pieck                | FDP     | 7,6              | 13,8              |
| Eva-Maria König              | PIRATEN | 1,3              | 0,9               |
| –                            | SSW     | –                | 1,2               |
| Heidi Beutin                 | LINKE   | 3,2              | 3,3               |
| –                            | FAMILIE | –                | 0,5               |
| –                            | FW-SH   | –                | 0,4               |
| Annette Gertrud Walther      | AfD     | 5,4              | 5,9               |
| –                            | LKR     | –                | 0,1               |
| –                            | PARTEI  | –                | 0,4               |
| –                            | Z.SH    | –                | 0,1               |

Neben dem direkt gewählten Wahlkreisabgeordneten Tobias Koch (CDU), der das Mandat seit 2005 innehat, wurde zunächst kein weiterer Kandidat aus dem Wahlkreis in den Landtag gewählt. Der bisherige SPD-Landtagsabgeordnete Tobias von Pein, der zunächst den Einzug in das Parlament verpasst hatte, rückte jedoch am 6. Juni 2017 noch vor der Konstituierung für den bisherigen Ministerpräsidenten Torsten Albig, der sein Mandat nicht antrat, über die Landesliste seiner Partei in das Parlament nach.

## Landtagswahl 2012
| Direktkandidat          | Partei  | Erststimmen in % | Zweitstimmen in % |
| ----------------------- | ------- | ---------------- | ----------------- |
| Tobias Koch             | CDU     | 39,2             | 32,7              |
| Tobias von Pein         | SPD     | 34,9             | 28,9              |
| Rolf Finkbeiner         | FDP     | 4,9              | 9,7               |
| Jörg Hansen             | GRÜNE   | 13,0             | 15,6              |
| Jannine Menger-Hamilton | LINKE   | 1,9              | 1,9               |
| –                       | SSW     | –                | 1,7               |
| Martin Jorek            | PIRATEN | 6,2              | 7,3               |
| –                       | FW-SH   | –                | 0,5               |
| –                       | NPD     | –                | 0,6               |
| –                       | FAMILIE | –                | 0,8               |
| –                       | MUD     | –                | 0,1               |

Neben dem direkt gewählten Wahlkreisabgeordneten Tobias Koch (CDU), der das Mandat seit 2005 innehat, zog der SPD-Kandidat Tobias von Pein über die Landesliste seiner Partei in das Parlament ein.

## Landtagswahl 2009
| Direktkandidat      | Partei  | Erststimmen in % | Zweitstimmen in % |
| ------------------- | ------- | ---------------- | ----------------- |
| Tobias Koch         | CDU     | 42,2             | 34,3              |
| Jochen Proske       | SPD     | 29,0             | 23,8              |
| Clemens Löscher     | FDP     | 8,9              | 15,3              |
| Jörg Hansen         | GRÜNE   | 13,9             | 16,0              |
| -                   | SSW     | -                | 1,2               |
| Horst-Peter Kischka | LINKE   | 4,8              | 5,2               |
| -                   | PIRATEN | -                | 1,5               |
| -                   | NPD     | -                | 0,9               |
| Michael Schoer      | FW-SH   | 1,1              | 0,6               |
| -                   | RENTNER | -                | 0,4               |
| -                   | FAMILIE | -                | 0,7               |
| -                   | RRP     | -                | 0,1               |
| -                   | IPD     | -                | 0,1               |

Neben dem wiedergewählten Wahlkreisabgeordneten Tobias Koch (CDU), wurde kein weiterer Kandidat in den Landtag gewählt.

## Landtagswahl 2005
Die Landtagswahl 2005 ergab folgendes Ergebnisse:
| Gegenstand der Nachweisung | Gegenstand der Nachweisung | Erst- stimmen | Erst- stimmen | Zweit- stimmen | Zweit- stimmen |
| Bewerber                   | Partei                     | Anzahl        | %             | Anzahl         | %              |
| -------------------------- | -------------------------- | ------------- | ------------- | -------------- | -------------- |
| Wahlberechtigte            | Wahlberechtigte            | 59.711        | 59.711        | 59.711         | 59.711         |
| Wähler                     | Wähler                     | 40.959        | 40.959        | 40.959         | 40.959         |
| Ungültige Stimmen          | Ungültige Stimmen          | 1.070         | 3,6           | 491            | 1,6            |
| Gültige Stimmen            | Gültige Stimmen            | 39.889        | 96,4          | 40.468         | 98,4           |
| davon                      |                            |               |               |                |                |
| Konrad Nabel               | SPD                        | 16.045        | 40,2          | 15.342         | 37,9           |
| Tobias Koch                | CDU                        | 18.496        | 46,4          | 16.772         | 41,4           |
| ?                          | FDP                        | 2.379         | 6,0           | 2.841          | 7,0            |
| ?                          | GRÜNE                      | 2.969         | 7,4           | 3.327          | 8,2            |
| –                          | SSW                        | –             | –             | 577            | 1,4            |
| –                          | NPD                        | –             | –             | 648            | 1,6            |
| –                          | FAMILIE                    | –             | –             | 257            | 0,6            |
| ?                          | Übrige                     | –             | –             | 704            | 1,7            |

Neben dem erstmals direkt gewählten Tobias Koch (SPD) wurde dessen Vorgänger Konrad Nabel, der dem Landtag mit einer Unterbrechung bereits seit 1987 angehört hatte, über die SPD-Landesliste in das Parlament gewählt.

## Bisherige Abgeordnete
Direkt gewählte Abgeordnete des Wahlkreises Stormarn-Mitte bzw. des Wahlkreises Ahrensburg (bis 2009) waren:
| Jahr | Direktkandidat          | Partei | Erststimmen in % |
| ---- | ----------------------- | ------ | ---------------- |
| 2022 | Tobias Koch             | CDU    | 40,3             |
| 2017 | Tobias Koch             | CDU    | 39,1             |
| 2012 | Tobias Koch             | CDU    | 39,2             |
| 2009 | Tobias Koch             | CDU    | 42,2             |
| 2005 | Tobias Koch             | CDU    | 46,4             |
| 2000 | Konrad Nabel            | SPD    | 44,3             |
| 1996 | Uwe Eichelberg          | CDU    | 40,6             |
| 1992 | Konrad Nabel            | SPD    | 43,6             |
| 1988 | Konrad Nabel            | SPD    | 49,5             |
| 1987 | Trutz Graf Kerssenbrock | CDU    | 47,0             |
| 1983 | Henning Schwarz         | CDU    |                  |
| 1979 | Henning Schwarz         | CDU    | 51,3             |
| 1975 | Siegfried Loose         | CDU    | 53,0             |
| 1971 | Siegfried Loose         | CDU    | 52,5             |
| 1967 | Siegfried Loose         | CDU    | 43,7             |